# Caetano Francisco do Couto
 Caetano Francisco do Couto  (Ilha Terceira, Açores, Portugal, — 1763) foi um poeta popular português que segundo refere o historiador terceirense Francisco Ferreira Drummond, foi um poeta de improvisos muito apreciado. 